# Elizabeth Dulau
Elizabeth Dulau, född 1995 i Storbritannien, är en brittisk skådespelare.
Dulau har bland medverkat i TV-serien Maternal där hon spelade Dr. Louise Pennycook. I TV-serien Andor på Disney+ spelade hon Kleya Marki en av huvudrollerna.

## Filmografi (i urval)
- 2022–2025 – Andor (TV-serie)
- 2023 – Maternal (TV-serie)